# Adsorpcja
Adsorpcja – proces wiązania się cząsteczek, atomów lub jonów na powierzchni lub granicy faz fizycznych, powodujący lokalne zmiany stężenia. Adsorpcji nie należy mylić z absorpcją, która jest procesem wnikania do wnętrza fazy. Adsorpcję, absorpcję i wymianę jonową przyjęło się wspólnie nazywać procesami sorpcji.
Proces odwrotny do adsorpcji, absorpcji czy ogólnie sorpcji to desorpcja.
W przemyśle proces adsorpcji i desorpcji prowadzi się z użyciem adsorberów.

## Przykłady
Proste przykłady adsorpcji to np.:
- pochłanianie zapachów przez filtr węglowy w lodówce lub samochodzie,
- pochłanianie toksyn przez węgiel medyczny (carbo medicinalis) z przewodu pokarmowego pacjenta

Przykład absorpcji:
- rozpuszczanie gazów (np. dwutlenku węgla, składników powietrza) w wodzie.

Wielkość adsorpcji zależy bezpośrednio od wielkości powierzchni oddzielającej dwie fazy (powierzchni adsorbentu), wielkość absorpcji zależy od objętości fazy, w której zjawisko zachodzi.

## Podstawy fizyczne

### Adsorpcja fizyczna i chemiczna
Najczęściej terminem adsorpcja określa się proces wiązania substancji gazowej na powierzchni substancji ciekłej lub stałej, lub też proces wiązania substancji ciekłej na powierzchni substancji stałej. Może mieć charakter chemiczny (chemisorpcja – reakcja chemiczna) lub fizyczny (adsorpcja fizyczna, lub niezbyt precyzyjnie fizysorpcja). Adsorpcja ma charakter powierzchniowy, czym różni się od absorpcji polegającej na pochłanianiu w całej objętości (mechanizm podziałowy – zobacz prawo podziału Nernsta). Często procesy adsorpcji oraz absorpcji występują równocześnie i mówimy wtedy o sorpcji. Termin sorpcja stosujemy również wtedy gdy nie chcemy lub nie możemy sprecyzować mechanizmu zjawiska.
Substancja gromadząca się na powierzchni to adsorbat, substancja przyjmująca to adsorbent.
Adsorpcja może zachodzić z fazy nieruchomej w warunkach statycznych lub z fazy ruchomej w warunkach dynamicznych. Zdolność adsorpcyjna to masa adsorbatu, która może być zaadsorbowana przez jednostkę masy adsorbentu. Jest ona zależna od wielu zmiennych i wyznaczana doświadczalnie dla danego płynu i warunków (ciśnienie, temperatura, rodzaj i czas zetknięcia).
Zjawisko może mieć charakter monowarstwowy (tzn. jednowarstwowy) – np. chemisorpcja jest z reguły monowarstwowa – lub wielowarstwowy (poliwarstwowy), np. adsorpcja par przy ciśnieniu bliskim ciśnieniu pary nasyconej, gdy następuje samorzutna kondensacja pary (skraplanie).

### Adsorpcja fizyczna – zlokalizowana i mobilna
W przypadku adsorpcji fizycznej dalsze rozróżnienie związane jest z możliwością przemieszczania się cząsteczek adsorbatu po powierzchni adsorbentu. Jeżeli bariera potencjału pomiędzy sąsiednimi miejscami jest duża w porównaniu z energią kinetyczną zaadsorbowanych cząsteczek (2 stopnie swobody dla ruchu na płaszczyźnie, Ekin,2D = kT), wówczas mówimy o adsorpcji zlokalizowanej, jeżeli ta bariera jest znacznie mniejsza, wówczas przeważa charakter mobilny (cząsteczki poruszają się dość swobodnie po powierzchni), przy wielkości bariery ~kT mówimy o adsorpcji częściowo mobilnej.
Mobilność adsorpcji powoduje zmniejszenie adsorpcji (cząsteczki bardziej sobie przeszkadzają). Niezależnie od ruchów w płaszczyźnie powierzchni, cały czas zachodzą procesy adsorpcji na powierzchni i desorpcji już zaadsorbowanych cząsteczek co warunkuje istnienie równowagi dynamicznej pomiędzy procesami adsorpcji i procesami desorpcji. Zobacz więcej: adsorpcja zlokalizowana i mobilna.

## Nadmiar powierzchniowy
Analizując adsorpcję najczęściej mówimy o wielkości adsorpcji, czyli ilości zaadsorbowanego adsorbatu. W rzeczywistości mierzalną wielkością jest tzw. nadmiar powierzchniowy. Jest to ilość adsorbatu (przeliczona zwykle na jednostkę powierzchni lub – dla uproszczenia – jednostkę masy adsorbentu), która w wyniku adsorpcji przemieściła się z tzw. „fazy objętościowej” (część układu poza zasięgiem sił adsorpcyjnych) do „fazy powierzchniowej” (w zasięgu sił adsorpcyjnych). Ta „faza powierzchniowa” nie ma z góry określonej grubości, chociaż często ogranicza się do jednej lub kilku średnic cząsteczek adsorbatu.
Jeżeli gęstość adsorbatu (odpowiadająca ciśnieniu lub stężeniu adsorbatu) w „fazie objętościowej” jest niewielka w porównaniu z jego gęstością w „fazie powierzchniowej” możemy uprościć rozważania i badać jedynie ilość adsorbatu na powierzchni (w fazie powierzchniowej), czyli tzw. adsorpcję rzeczywistą. Jeżeli mamy do czynienia z układami, gdzie gęstość adsorbatu w fazie powierzchniowej jest porównywalna z gęstością w fazie objętościowej (lub nawet mniejsza od niej) musimy badać nadmiar powierzchniowy, który przy założeniu stałej objętości fazy powierzchniowej jest w przybliżeniu proporcjonalny do różnicy gęstości adsorbatu w fazie powierzchniowej i objętościowej. O ile adsorpcja rzeczywista jest zawsze nieujemna, to nadmiar powierzchniowy może być dodatni (adsorpcja dodatnia – zwiększenie gęstości adsorbatu przy powierzchni adsorbentu), jak i ujemny (zmniejszenie gęstości adsorbatu w porównaniu z fazą objętościową, wypieranie adsorbatu).

## Pomiar adsorpcji
Typowe metody pomiaru adsorpcji opierają się na analizie bilansu masy (bilansu materiałowego) – obserwując zmianę stężenia lub ciśnienia adsorbatu w „fazie objętościowej”, określamy jaka ilość adsorbatu przemieściła się do lub z adsorbentu. W przypadku adsorpcji gazów stosuje się najczęściej metody wolumetryczne, gdzie znane są objętości odpowiednich połączonych zaworami części układu pomiarowego oraz panujące w nich ciśnienia i uwzględniając odpowiednie prawa gazowe (lub kalibrację) można łatwo obliczyć ilość zaadsorbowanego gazu.
Inną techniką pomiaru adsorpcji jest technika chromatograficzna, tzw. odwrócona chromatografia gazowa, polegająca na dozowaniu par adsorbatu do kolumny wypełnionej badanym adsorbentem. Otrzymany chromatogram poddaje się obróbce matematycznej, w wyniku której otrzymuje się pochodną izotermy adsorpcji. Następnym krokiem jest numeryczne dopasowanie otrzymanych wyników do założonego matematycznego modelu.
Nieliczne metody umożliwiają bezpośredni pomiar ilości zaadsorbowanej substancji, np. metoda wagowa (np. waga Mc Baina, gdzie adsorbent umieszczony jest na szalce wiszącej na delikatnej kwarcowej spiralnej sprężynie), metoda atomów znaczonych, metoda elipsometryczna, metody spektrofotometryczne (dwie ostatnie właściwie tylko dla powierzchni gładkich ciał stałych).

## Izoterma, izostera, izobara adsorpcji
We wszystkich przypadkach praktycznego wykorzystania adsorpcji izoterma adsorpcji jest podstawową porównawczą charakterystyką różnych typów adsorberów i określa optymalny wybór roboczych warunków procesu.
Rozwiązania analityczne procesu adsorpcji są bardzo złożone i trudne do stosowania, z tego względu do obliczeń inżynierskich stosuje się zależności empiryczne lub półempiryczne pozwalające wyznaczyć czas i wymiary urządzenia.
Do opisu stanu równowagi adsorpcyjnej stosuje się najczęściej tzw. równania izoterm adsorpcji określające charakter zależności zaadsorbowanej ilości adsorbatu od jego ciśnienia lub stężenia przy zachowaniu stałości temperatury. Inne zależności to np. izostera (stała ilość zaadsorbowana, zmienna temperatura i ciśnienie) czy izobara (stałe ciśnienie adsorbatu, zmienna temperatura i ilość zaadsorbowana).

## Najważniejsze izotermy adsorpcji
Zobacz listę najważniejszych izoterm adsorpcji z podziałem według typu zjawiska adsorpcyjnego. Poniżej wymieniono i krótko scharakteryzowano jedynie część z nich (zob. też wykresy adsorpcji par i gazów).

### Izotermy adsorpcji gazów i par
Najprostsza izoterma to liniowa Izoterma Henry’ego. Inne znane izotermy to m.in. izoterma Langmuira opisująca adsorpcję monowarstwową na powierzchni jednorodnej (Irving Langmuir, 1916 r.), eksperymentalna izoterma Freundlicha charakteryzująca adsorpcję na powierzchniach silnie niejednorodnych czy izoterma BET (Brunauer, Emmeta i Teller, 1938 r.) opisująca wielowarstwową adsorpcję gazów i par cieczy:
- izoterma Langmuira: {\displaystyle a=a_{m}{\frac {Kp}{1+Kp}}}

- izoterma Freundlicha: {\displaystyle a=kp^{1/n}} lub {\displaystyle a=a_{m}(Kp)^{m}}

- izoterma BET: {\displaystyle a=a_{m}{\frac {1}{1-x}}\left({\frac {K{\frac {x}{1-x}}}{1+K{\frac {x}{1-x}}}}\right)} lub {\displaystyle a=a_{m}{\frac {1}{1-x}}\left({\frac {K'{\frac {p}{1-x}}}{1+K'{\frac {p}{1-x}}}}\right)}

gdzie: {\displaystyle a} – adsorpcja rzeczywista, {\displaystyle a_{m}} – wielkość adsorpcji odpowiadająca zapełnieniu monowarstwy, {\displaystyle K} – stała równowagi adsorpcji, {\displaystyle p} – ciśnienie adsorbatu, {\displaystyle x=p/p_{s}} – tzw. ciśnienie względne ({\displaystyle p_{s}} – ciśnienie pary nasyconej), {\displaystyle n} i {\displaystyle m} – empirycznie określony tzw. współczynnik heterogeniczności.

### Izotermy adsorpcji w mieszaninach ciekłych
Należy też zwrócić uwagę na fakt, że proces adsorpcji w cieczach różni się zasadniczo od adsorpcji z fazy gazowej, gdyż ten pierwszy ma zawsze charakter konkurencyjny (jedna substancja wypiera drugą), podczas gdy adsorpcja z fazy gazowej nabiera takiego charakteru dopiero przy co najmniej 2 składnikach gazowych i dużych ich ciśnieniach lub niskich temperaturach.
W przypadku dwuskładnikowych mieszanin cieczy często stosuje się tzw. równanie izotermy Everetta (analog izotermy Langmuira w adsorpcji gazu), które można wyrazić wzorem:
– izoterma Everetta (forma liniowa):
{\displaystyle {\frac {x_{1}^{l}x_{2}^{l}}{n_{1}^{e}}}={\frac {1}{n_{m}(K_{12}-1)}}+{\frac {1}{n_{m}}}x_{1}^{l}}
gdzie: {\displaystyle x_{i}^{l}} – ułamek molowy składnika i w fazie ciekłej (l), {\displaystyle n_{1}^{e}} – nadmiar powierzchniowy (e, ang. excess), {\displaystyle n_{m}} – pojemność fazy powierzchniowej, {\displaystyle K_{12}} – stała równowagi odpowiadająca konkurencji cząsteczek obu składników o miejsce w fazie adsorpcyjnej.
Jeżeli przyjmiemy, że faza powierzchniowa ma stałą pojemność {\displaystyle n_{m},} wówczas otrzymamy prosty związek składu obu faz – powierzchniowej i objętościowej – z nadmiarem powierzchniowym:
- nadmiar powierzchniowy: {\displaystyle n_{1}^{e}=n_{m}\left(x_{1}^{s}-x_{1}^{l}\right),}

gdzie: {\displaystyle x_{1}^{s}} oznacza ułamek molowy składnika 1 w fazie powierzchniowej.

### Adsorpcja z roztworów rozcieńczonych
Adsorpcja z rozcieńczonego roztworu jednej substancji w rozpuszczalniku (stężenie rozpuszczalnika pozostaje praktycznie stałe) może być najczęściej opisana podobnymi równaniami jak adsorpcja 1-składnikowego gazu lub 1-składnikowej pary cieczy – należy w równaniach zastąpić ciśnienie (p) stężeniem (c), a ciśnienie pary nasyconej (ps) stężeniem roztworu nasyconego (cs).

### Adsorpcja z roztworu wodnego
Bardzo ważne dla człowieka (ze względu na znaczenie wody) zjawisko adsorpcji z roztworu wodnego lub innego elektrolitu jest komplikowane możliwością dysocjowania adsorbatu (adsorbat w formie zjonizowanej lub cząsteczkowej – obojętnej), jonizacji grup powierzchniowych adsorbatu oraz tworzenia na powierzchni adsorbentu tzw. elektrycznej warstwy podwójnej (pwe lub p.w.e.), która może obniżać lub podwyższać adsorpcję. Na zjawisko to wywiera zasadniczy wpływ pH roztworu oraz jego tzw. siła jonowa określająca wpływ obecnych w roztworze jonów (dla prostych elektrolitów 1:1 zawierających tylko jony 1-wartościowe, np. HCl, NaOH czy NaCl siła jonowa jest równa ich stężeniu molowemu).

## Wpływ charakteru powierzchni adsorbentu

### Niejednorodność energetyczna
Wpływ na adsorpcję wywierają nie tylko takie czynniki jak chemiczny charakter adsorbatu czy adsorbentu, ale też ewentualna energetyczna niejednorodność powierzchni (np. zróżnicowany skład chemiczny, tzw. grupy powierzchniowe, defekty krystaliczne). Obecność energetycznej niejednorodności powierzchni oznacza najczęściej silniejszą adsorpcję dla niskich i bardzo niskich ciśnień (lub stężeń) adsorbatu.

### Globalne całkowe równanie adsorpcji
Niejednorodność energetyczną powierzchni adsorbentu uwzględnia się poprzez wykorzystanie tzw. uogólnionego równania całkowego adsorpcji (globalnego całkowego równania adsorpcji):
{\displaystyle \theta _{t}(p)=\int \limits _{E_{min}}^{E_{max}}\chi (E)\theta _{l}(p,E)dE}
gdzie:
- θ – tzw. względne pokrycie powierzchni, lub po prostu pokrycie powierzchni, θ = a /am,
  - θt(p) – globalne pokrycie powierzchni (średnia dla całej powierzchni), zależne tylko od ciśnienia, p.
  - θl(p,E) – lokalne pokrycie powierzchni – zależne od energii adsorpcji danego miejsca adsorpcyjnego, E,
- χ(E) – normalizowana do jedności funkcja rozkładu energii adsorpcji (gęstość prawdopodobieństwa) – charakterystyczna dla adsorbentu i adsorbatu.

Izoterma globalna – θt(p), oraz θl(p,E) – izoterma lokalna są silnie zależne od temperatury. Funkcja rozkładu energii adsorpcji χ(E) może również słabo zależeć od temperatury.
Jako izotermy lokalne wykorzystuje się równania izoterm adsorpcji na powierzchni homogenicznej (energetycznie jednorodnej), jak izoterma Langmuira, izoterma Fowlera-Guggenheima czy izoterma Kisielewa. Możliwe jest również łatwe uwzględnienie tworzenia poliwarstwy adsorbatu poprzez wykorzystanie jako izotermy lokalnej izotermy BET lub podobnej.

### Izotermy lokalne dla adsorpcji zlokalizowanej
Izotermy lokalne bez oddziaływań bocznych
Izoterma Langmuira jako izoterma lokalna (bez oddziaływań bocznych):
{\displaystyle \theta _{l}^{L}(p,E)={\frac {K_{o}\exp(E/RT)p}{1+K_{o}\exp(E/RT)p}}}
Izotermy lokalne z oddziaływaniami bocznymi
Izotermy lokalne uwzględniające oddziaływania boczne można przedstawić w postaci:
{\displaystyle \theta _{l}^{int}(p,E)={\frac {K_{o}\exp(E/RT)pf_{int}(\theta )}{1+K_{o}\exp(E/RT)pf_{int}(\theta )}}}
gdzie:
fint(θ) – człon związany z oddziaływaniami bocznymi zależny od topografii powierzchni adsorbentu:
- θ = θt dla topografii przypadkowej (random)
- θ = θl dla topografii płatowej (patchwise)

Izoterma Fowlera-Guggenheima
Izoterma Fowlera-Gugenheima jako izoterma lokalna (z oddziaływaniami bocznymi) – należy uwzględniać topografię powierzchni:
{\displaystyle \theta _{l}^{FG}(p,E)={\frac {K_{o}\exp(E/RT)p\exp(\alpha \theta )}{1+K_{o}\exp(E/RT)p\exp(\alpha \theta )}}}
gdzie:
exp(αθ) – człon związany z oddziaływaniami bocznymi (α – parametr) zależny od topografii powierzchni adsorbentu
a więc: {\displaystyle f_{int}^{FG}(\theta )=\exp(\alpha \theta )}
Izoterma Kisielewa
Izoterma Kisielewa jako izoterma lokalna (z oddziaływaniami bocznymi specyficznymi) – należy uwzględniać topografię powierzchni:
Uproszczona postać izotermy Kisielewa (asocjacja AA, AAA, ... An – bez oddz. niespecyficznych):
{\displaystyle \theta _{l}^{Kis}(p,E)={\frac {K_{o}\exp(E/RT)p\left(1+K_{n}\theta \right)}{1+K_{o}\exp(E/RT)p\left(1+K_{n}\theta \right)}}}
a więc człon oddziaływań dla uproszczonej postaci izotermy Kisielewa:
{\displaystyle f_{int}^{Kis}(\theta )=1+K_{n}\theta }
Pełna postać izotermy Kisielewa (asocjacja jw. i oddziaływania niespecyficzne jak w izotermie Fowlera-Guggenheima):
{\displaystyle \theta _{l}^{Kis}(p,E)={\frac {K_{o}\exp(E/RT)p\left[{\frac {1}{4}}\left(1+{\sqrt {1+4K_{n}\theta }}\right)^{2}\cdot \exp(\alpha \theta )\right]}{1+K_{o}\exp(E/RT)p\left[{\frac {1}{4}}\left(1+{\sqrt {1+4K_{n}\theta }}\right)^{2}\cdot \exp(\alpha \theta )\right]}}}
a więc człon oddziaływań dla pełnej wersji równania Kisielewa może być przedstawiony jako:
{\displaystyle f_{int}^{Kis}(\theta )=\left[{\tfrac {1}{4}}\left(1+{\sqrt {1+4K_{n}\theta }}\right)^{2}\cdot \exp(\alpha \theta )\right]}
Izotermy lokalne uwzględniające tworzenie wielowarstwy
izoterma BET, izoterma LGD i inne.
Izotermy lokalne dla adsorpcji mobilnej
Izotermy lokalne bez oddziaływań bocznych'
izoterma Volmera,
Izotermy lokalne z oddziaływaniami bocznymi
izoterma HB (izoterma Hilla-deBoera).

### Izotermy adsorpcji na powierzchniach heterogenicznych (globalne)
Najważniejsze izotermy adsorpcji na powierzchniach energetycznie niejednorodnych (heterogenicznych) to izotermy mające u podstawy izotermę Langmuira (zlokalizowana monowarstwowa adsorpcja fizyczna na powierzchni homogenicznej) jako tzw. izotermę lokalną. Wychodząc z tego prostego modelu można uwzględnić oddziaływania boczne (adsorbat – adsorbat) poprzez użycie jako izotermy lokalnej izotermy Fowlera-Guggenheima (oddziaływania niespecyficzne o charakterze uśrednionego pola) lub izotermę Kisielewa uwzględniającą także oddziaływania specyficzne o charakterze asocjacyjnym.
Izotermy redukujące się do izotermy Langmuira
W równaniach tych izoterm zamiast stałej równowagi K pojawia się wartość charakterystycznej stałej równowagi {\displaystyle {\overline {K}}} odpowiadającej energii charakterystycznej rozkładu energii adsorpcji dla danej izotermy. Dla izotermy odpowiadającej symetrycznej funkcji rozkładu (izoterma LF), stała ta związana jest z energią średnią, a dla izotermy GF jest związana z energią minimalną.
Izoterma GL
Uogólniona izoterma Langmuira (GL) (1983 r.):
{\displaystyle \theta _{t}^{GL}(p)=\left({\frac {({\overline {K}}p)^{n}}{1+({\overline {K}}p)^{n}}}\right)^{\frac {m}{n}}}
gdzie: (0 < m,n ≤ 1) – parametry heterogeniczności
Izoterma GL dla odpowiednich wartości parametrów heterogeniczności (m,n) redukuje się do izoterm: Langmuira, LF, GF i Tótha. W obszarze niskich ciśnień dla parametru m=1 izoterma GL może być przybliżona liniową izotermą Henry’ego, a dla m<1 izotermą Freundlicha.
Izoterma LF
Izoterma Langmuira-Freundlicha (LF) odpowiada izotermie GL, gdzie (0 < m=n ≤ 1):
{\displaystyle \theta _{t}^{LF}(p)={\frac {({\overline {K}}p)^{n}}{1+({\overline {K}}p)^{n}}}}
Izoterma GF
Uogólniona izoterma Freundlicha (GF), inaczej izoterma Sipsa (1948 r.), odpowiada izotermie GL, gdzie n=1:
{\displaystyle \theta _{t}^{GF}(p)=\left({\frac {{\overline {K}}p}{1+{\overline {K}}p}}\right)^{m}}
Izoterma Tótha
Izoterma Tótha odpowiada izotermie GL, gdzie m=1:
{\displaystyle \theta _{t}^{T}(p)={\frac {{\overline {K}}p}{\left[1+({\overline {K}}p)^{n}\right]^{\frac {1}{n}}}}}

## Struktura porowata
Bardzo ważna jest też struktura granicy faz (najczęściej struktura powierzchni stałego adsorbentu), tzw. niejednorodność strukturalna. Bada się ją za pomocą: metod adsorpcyjnych (pomiar izoterm adsorpcji i analiza metodami t-plot, alfa-s, wyznaczanie rozkładu porów metodą BJH itp.), porozymetrii rtęciowej, densymetrii (w szczególności piknometrii), metod rentgenostrukturalnych (XRD, SAXS).

### Mikropory
Adsorpcja w niewielkich porach, tzw. mikroporach, o średnicach porównywalnych z rozmiarami cząsteczki adsorbatu (mniej niż 2 nm według IUPAC) jest znacznie silniejsza niż na takiej samej chemicznie powierzchni płaskiej (większa ilość atomów adsorbatu oddziałuje z bliska z adsorbatem) i najczęściej jest opisywana za pomocą równania Dubinina-Raduszkiewicza (tzw. izoterma DR), izotermy Dubinina-Astachowa (DA) – uogólnienia izotermy DR i Freundlicha – lub równań pochodnych.
- izoterma DR:

{\displaystyle a=a_{o}\exp \left[-B_{2}(RT)^{2}\ln ^{2}(p_{o}/p)\right]}
- izoterma DA:

{\displaystyle a=a_{o}\exp \left[-B_{n}(RT)^{n}\ln ^{n}(p_{o}/p)\right]}
gdzie: {\displaystyle a_{o}} – pojemność adsorpcyjna mikroporów, {\displaystyle p_{o}} – ciśnienie przy którym wszystkie mikropory są zapełnione, {\displaystyle B_{2},} {\displaystyle B_{n}} – stałe związane z rozmiarem porów, {\displaystyle n} – stała związana z typem i rozkładem porów, {\displaystyle R} – stała gazowa, T – temperatura bezwzględna.
Najbardziej ogólnym równaniem adsorpcji w mikroporach jest całkowe równanie Stoeckliego, gdzie izoterma DR pełni funkcję izotermy lokalnej:
{\displaystyle \theta _{t}(p)=\int \limits _{B_{min}}^{B_{max}}F(B)\theta _{l}(p,B)dB}
gdzie:
- θ – tzw. adsorpcja względna (dla uproszczenia przez analogię nazywana pokryciem powierzchni), θ = a /ao,
  - θt(p) – globalna adsorpcja względna (średnia dla wszystkich mikroporów), zależna tylko od ciśnienia, p.
  - θl(p,B) – lokalna adsorpcja względna – zależna od parametru strukturalnego dla danego miejsca adsorpcyjnego, B,
- F(B) – normalizowana do jedności funkcja rozkładu parametru strukturalnego B (gęstość prawdopodobieństwa) – charakterystyczna dla adsorbentu i adsorbatu.

Izoterma globalna – θt(p), oraz θl(p,B) – izoterma lokalna są silnie zależne od temperatury. Funkcja rozkładu parametru strukturalnego F(B) może również słabo zależeć od temperatury.
Jako izotermę lokalną wykorzystuje się przede wszystkim izotermę Dubinina-Raduszkiewicza (DR).

### Mezopory
Adsorpcja w porach pośrednich, tzw. mezoporach (średnica 2–50 nm według IUPAC; czasami określana jako 2–100 nm) jest również silniejsza niż na powierzchni płaskiej; dla ciśnienia adsorbatu poniżej ciśnienia pary nasyconej następuje tzw. kondensacja kapilarna, czyli nagłe, całkowite zapełnienie adsorbatem wszystkich porów o tym samym kształcie i średnicy (ilościowo opisuje ją równanie Kelvina).
W zależności od charakteru porów przy obniżaniu ciśnienia adsorbatu jego desorpcja (odparowanie) z porów może nastąpić przy niższym ciśnieniu niż kondensacja. Zjawisko to nazywane jest histerezą kapilarną i pojawia się, gdy kształt menisku adsorbatu przy desorpcji jest inny niż przy adsorpcji, np. gdy pory mają kształt obustronnie otwartych kapilar lub butelek. Większe pory są nazywane makroporami i adsorpcja w nich nie różni się znacznie od adsorpcji na powierzchniach płaskich.

### Makropory
Adsorpcja w makroporach, a więc porach o wymiarach większych niż średnica mezoporów (średnica powyżej 50 nm według IUPAC; czasami określana jako ponad 100 nm) nie wykazuje większych różnic w porównaniu z adsorpcją na powierzchni płaskiej, jednak w odróżnieniu od tej ostatniej w przypadku adsorpcji w makroporach istnieje ograniczenie ilości zaadsorbowanej.
Wielkość maksymalnej adsorpcji pozwala na określenie objętości makroporów, natomiast wyznaczenie ich powierzchni (np. za pomocą metod takich jak metoda alfa-s) pozwala na określenie przybliżonego modelu ich kształtu. Ze względu na trudności dokładnego pomiaru adsorpcji przy ciśnieniu bliskim ciśnieniu pary nasyconej adsorbatu, makropory bada się najczęściej za pomocą tzw. porozymetrii rtęciowej.